# Рипакандида
Рипакандида (итал. Ripacandida) је насеље у Италији у округу Потенца, региону Базиликата.
Према процени из 2011. у насељу је живело 1508 становника. Насеље се налази на надморској висини од 572 м.

## Географија
| Клима (Рипакандида)      | Клима (Рипакандида) | Клима (Рипакандида) | Клима (Рипакандида) | Клима (Рипакандида) | Клима (Рипакандида) | Клима (Рипакандида) | Клима (Рипакандида) | Клима (Рипакандида) | Клима (Рипакандида) | Клима (Рипакандида) | Клима (Рипакандида) | Клима (Рипакандида) | Клима (Рипакандида) |
| Показатељ \ Месец        | .Јан.               | .Феб.               | .Мар.               | .Апр.               | .Мај.               | .Јун.               | .Јул.               | .Авг.               | .Сеп.               | .Окт.               | .Нов.               | .Дец.               | .Год.               |
| ------------------------ | ------------------- | ------------------- | ------------------- | ------------------- | ------------------- | ------------------- | ------------------- | ------------------- | ------------------- | ------------------- | ------------------- | ------------------- | ------------------- |
| Средњи максимум, °C (°F) | 9,5 (49,1)          | 11,7 (53,1)         | 14,1 (57,4)         | 18,3 (64,9)         | 22,7 (72,9)         | 28,0 (82,4)         | 30,9 (87,6)         | 30,9 (87,6)         | 26,8 (80,2)         | 20,6 (69,1)         | 15,5 (59,9)         | 12,0 (53,6)         | 30,9 (87,6)         |
| Средњи минимум, °C (°F)  | 4,0 (39,2)          | 5,0 (41)            | 6,6 (43,9)          | 9,5 (49,1)          | 13,0 (55,4)         | 17,1 (62,8)         | 19,6 (67,3)         | 19,5 (67,1)         | 17,1 (62,8)         | 13,3 (55,9)         | 9,6 (49,3)          | 6,7 (44,1)          | 4 (39,2)            |
| [ тражи се извор ]       |                     |                     |                     |                     |                     |                     |                     |                     |                     |                     |                     |                     |                     |

## Становништво
| 1931. | 1936. | 1951. | 1961. | 1971. | 1981. | 1991. | 2001. | 2011. |
| ----- | ----- | ----- | ----- | ----- | ----- | ----- | ----- | ----- |
| 4.435 | 4.748 | 5.047 | 4.025 | 2.806 | 2.354 | 2.072 | 1.767 | 1.733 |